# Repubblica Bolognese
La Repubblica Bolognese fu una municipalità rivoluzionaria di breve durata, venendo assorbita dalla Repubblica Cispadana nel giro di qualche mese.

## Storia
Il 20 giugno del 1796, due giorni dopo l'ingresso in città delle truppe francesi al comando del generale Bonaparte, venne dichiarato decaduto il governo pontificio in città; Bonaparte affida il governo cittadino alle autorità municipali. La situazione venne confermata dall'armistizio di Bologna, qualche giorno più tardi, il 23 giugno.
Bologna dunque era di fatto occupata dai francesi, posta sotto il controllo militare del commissario all'Armata d'Italia Antoine Christophe Saliceti, ma alla città fu riconosciuto l'autogoverno in cambio del riconoscimento dell'occupazione transalpina. A questo proposito il 6 luglio tre delegati bolognesi si recarono a Parigi per chiedere al Direttorio di preservare l'autonomia cittadina.
Mentre la città veniva retta provvisoriamente dal vecchio Senato, nel movimentato quadro politico emersero due fazioni: una corrente moderata, composta dall'aristocrazia senatoria, che tendeva a preservare il proprio dominio politico; dall'altra parte invece, un "partito" radicale che voleva una rottura netta con le istituzioni di antico regime e si ispirava maggiormente ai valori della rivoluzione francese. La linea politica dei primi era da ricercarsi nella tradizione "contrattualistica" di Bologna, secondo i quali doveva mantenere le antiche forme di governo e preservare l'autonomia cittadina sotto la protezione della Francia (al pari di quanto accadeva sotto il dominio pontificio). I radicali spingevano per la creazione di una nuova repubblica democratica, da attuarsi secondo le nuove forme della sovranità popolare e slegandosi dai vincoli delle vecchie istituzioni.
In questo clima di dibattiti e confronti si stava discutendo delle nuove forme istituzionali per la città, nonostante il Senato volesse rimandare l'argomento. Il 1º luglio infatti era stata formata una Giunta di costituzione, con lo scopo di elaborare un piano costituzionale da sottoporre all'opinione pubblica. Il 13 agosto la giunta aveva già terminato la stesura definitiva che venne presentata al Senato il 25 dello stesso mese. Questo testo era ispirato alla Costituzione francese del 1795, giudicando inadeguate le vecchie strutture politiche, ma con sostanziali divergenze.
In settembre il Senato varò importanti misure, su pressione dei radicali democratici. Il 16 venne costituita una guardia civica, e i senatori aristocratici fecero rinuncia dei propri titoli nobiliari. Inoltre si procedette alla convocazione dei comizi elettorali per la ratifica del piano di costituzione.
Il 16 ottobre 1796, trentasei rappresentanti del governo provvisorio di Bologna parteciparono al congresso fondativo della Confederazione Cispadana tenutosi a Modena; la Confederazione si era costituita per volontà di Napoleone, come organismo di riunione delle municipalità emiliane in funzione prettamente militare.
Ma a Bologna il clima politico si faceva sempre più teso. Il 18 ottobre i democratici passarono all'azione con un'insurrezione, innalzando l'albero della libertà in Piazza Maggiore, con grande mobilitazione popolare. Intervenuto direttamente Bonaparte, il quale ordinò il rispetto delle autorità cittadine e dell'albero della libertà, si procedette alla presentazione definitiva della nuova costituzione.
Il 30 ottobre la giunta incaricata presentò il piano di Costituzione e il sistema elettorale. Le elezioni si tennero tra il 6 e il 7 novembre. La Costituzione fu ratificata il 4 dicembre con 454 voti a favore e 30 contrari, la prima in Italia ad essere ispirata ai valori della Rivoluzione francese.
Il 27 dicembre il secondo congresso tenutosi a Reggio di Lombardia dei 110 rappresentanti delle città di Bologna, Ferrara, Reggio e Modena istituì la Repubblica Cispadana. Venne respinta la proposta di estendere al nuovo stato, anche solo transitoriamente, il progetto di costituzione bolognese e si formarono i primi organi di governo provvisori. Bologna venne così integrata nella neonata Repubblica, di cui divenne capitale.

## Organizzazione dello Stato

### Governo
La Repubblica venne di fatto retta dal Senato e dunque dall'aristocrazia cittadina per tutta la durata della sua esistenza. Le istituzioni di governo previste dalla Costituzione infatti non entreranno mai in vigore, e il Senato verrà sciolto solo il 27 aprile del 1797 quando subentreranno le nuove autorità della Repubblica Cispadana.
La Costituzione indicava come detentore del potere legislativo il Corpo Legislativo, diviso nelle due camere del Consiglio Maggiore composto da 300 membri e un Consiglio Minore da 60.
L'esecutivo era denominato Magistrato dei Consoli composto da nove membri eletti dal Corpo Legislativo. La carica di presidente veniva ricoperta a rotazione da ciascuno dei nove consoli ogni quattro mesi.

### Sistema elettorale
Il sistema elettorale era strutturato su tre gradi e prevedeva Comizi generali nelle Parrocchie, Comizi decurionali nei Cantoni e Comizi elettorali a livello nazionale. Questi ultimi prevedevano anche una soglia di censo ed erano deputati all'elezione del Corpo Legislativo.
Questo sistema elettorale fu utilizzato il 6 novembre 1796 per eleggere 42 senatori aggiuntivi.

### Suddivisioni amministrative
La città di Bologna era divisa in 16 Regioni, mentre il territorio in 65 Cantoni. L'unità minima era la parrocchia, sia in città che nel contado. La Repubblica si estendeva all'incirca sul territorio della precedente Legazione, compresa dunque anche l'exclave di Castel Bolognese.
I Cantoni erano i seguenti:
- S. Agata
- S. Agostino
- Alemanni
- Anzola
- Argile
- Bagnarola
- Barbarolo
- Bargio
- Baricella
- Bazzano
- Belvedere
- Borgo Panigale
- Budrio
- Caprara
- Casalecchio
- Casal Fiuminese
- Casio
- Castagnolo
- Castel Bolognese
- Castel Franco
- Castel Guelfo
- Castel S. Pietro
- Castenaso
- Corticella
- Crevalcore
- S. Egidio
- Gaibola
- Galliera
- S. Giorgio
- S. Giovanni in Persiceto
- S. Giovanni in Triario
- Granaglione
- Labante
- Loiano
- Longara
- Malarbergo
- Marano
- S. Marino
- Martignone
- S. Matteo Decima
- Medicina
- Mezzolara
- Minerbio
- Molinella
- Monte Calderaro
- Monteveglio
- Ozzano S. Pietro
- Palata
- Panzano
- Pianoro
- S. Pietro in Casale
- Piumazzo
- Pontecchio
- Porretta
- Sala
- Sambro
- Samoggia
- Sasso
- Scaricalasino
- Selva
- S. Rofillo
- Toleto
- Varigliana
- Vergato
- Zola

### Forze armate
Già dai primi giorni dell'occupazione si forma una milizia locale, denominata Guardia Civica su ispirazione di quella francese, sebbene all'inizio non susciti troppo entusiasmo. È tra i primi esempi di questo genere che si crea in Italia, lasciando traccia nella memoria dei bolognesi, dato che verrà ricostituita durante i moti del 1830 e ancora più avanti successivamente. Con la partenza delle truppe occupanti rimarranno l'unico corpo militare in città; successivamente verrà integrata nella Guardia Nazionale cispadana.
La Guardia Civica era composta da cinque battaglioni, divisi tra guardia sedentaria ovvero stanziata in città e servizio mobile per gli interventi nel contado. Erano reclutati al suo interno i cittadini di età compresa tra i 18 e 50 anni. Per ospitarla vengono espropriati i conventi di Santa Maria dei Servi, San Domenico, San Francesco e San Giacomo, diventati quindi caserme ma anche spazi pubblici per le nuove istituzioni repubblicane.